# نورداویاسیون ان ۵۰۰ کادت
نورداویاسیون ان ۵۰۰ کادت (به انگلیسی: Nord Aviation N 500 Cadet) یک هواپیمای ساختِ کارخانهٔ نورداویاسیون در کشور فرانسه است. این هواپیما برای نخستین بار در ۱۹۶۷ میلادی مورد استفاده قرار گرفت.